# オルダニー強制収容所
オルダニー強制収容所（Alderney concentration camps）は、ナチス・ドイツの強制収容所の一つ。イギリス連邦領で唯一ナチスに占領された、チャンネル諸島のイギリス王室属領・ガーンジーに属するオルダニー島に建設され運営された。

## 概要
ナチスは、ハンブルク郊外のノイエンガンメ収容所の支収容所として、オルダニー島に4つの強制収容所を建設した。4つはフリースラント諸島にちなんでノルダニー収容所、ボルクム収容所、シルト収容所、ヘルゴラント収容所と名付けられた。ナチスのトート機関が各支収容所を運営し、強制労働でトーチカや銃座、防空壕、コンクリート製の要塞を建設した。
収容所は1942年11月に運営を開始し、総収容者数は約6000人であった。
シルト収容所やノルダニー収容所の囚人は、オルダニー島全域に作られた要塞や軍事施設の建設に従事した。シルト収容所ではユダヤ人が強制労働に駆り出されていた。ノルダニー収容所ではヨーロッパ人と（通常は東欧だがスペイン人を含む）ロシア人が強制労働に駆り出された。ボルクム収容所とヘルゴラント収容所は、「有志の」（Hilfswillige）労働収容所であり、ここの労働者も酷く扱われたが、シルト収容所やノルダニー収容所よりは幾分ましな扱いであった。ボルクム収容所はドイツ人技術者とヨーロッパの異なる国の「有志」に用いられ、ヘルゴラント収容所の収容者は、主にトート機関のロシア人労働者であった。
1942年、ユダヤ人を収容するシルト収容所と、ロシア人捕虜とポーランド人捕虜を収容するノルダニー収容所は、マクシミリアン・リスト（de:Maximilian List）親衛隊大尉の指揮下に置かれた。収容所閉鎖までに700人を越える囚人の命が失われ、残りは1944年にドイツに移送された。

## 戦争犯罪審理
第二次世界大戦後にオルダニー島の残虐行為に関する軍事法廷事件がマクシミリアン・リスト元親衛隊大尉に対して準備された。しかしリストは法廷に立つことはなく、1980年に死亡するまでハンブルク近郊に暮らしていたと考えられている。